# 牛尾宪辅
牛尾憲輔（1983年3月1日—），日本作曲家與電子音樂音樂製作人，以藝名agraph發表個人創作，2008年發行首張個人專輯《a day, phase》。他也以本名名義擔任樂團LAMA成員，同時參與樂團電氣魔軌的音樂製作與演出，並為多部影視作品創作配樂。

## 人物經歷

### 童年時期
牛尾憲輔於1983年3月1日生於日本東京都。由於父母在鄰居建議下開了音樂教室，牛尾遂於就讀幼稚園時開始學鋼琴。國小時期，牛尾經由電視動畫認識了電子音樂組合access的作品，被樂團鍵盤手淺倉大介譜寫的合成器音色深深吸引，因而萌生成為電子音樂家的念頭。為了更了解電子樂，當時的牛尾除了到圖書館翻找相關的書籍，也接觸了TM NETWORK、黃色魔術交響樂團、Kraftwerk等電子樂團的作品。父母希望牛尾先學好鋼琴，他雖然不情願，認為電子琴更有趣，但抱持著成為音樂家的夢想，便姑且繼續學下去。
國中二年級時，牛尾說服父母買下山葉製造的EOS B900，成為牛尾的第一部合成器，而其內建的音序器也成為他學習混音的工具。升上高中後，牛尾感興趣的曲風開始轉變。一次偶然接觸到電子舞曲，讓他大為驚豔，促使他發掘更多電子音樂家的作品。除了風格較為冷冽的Techno，他也喜歡偏向氛圍音樂的電子樂，例如艾費克斯雙胞胎、Rei Harakami等人的作品。牛尾高中時曾待過一段時間的熱音社，但他接觸電子舞曲後，認為真人彈奏樂器並不比電子設備自動撥放來得酷，便沒有繼續玩樂團下去。時值網際網路突飛猛進，牛尾因而接觸到網路上的合成器與音序器軟體，用父母買的Windows 9x電腦作曲和編曲，他也自此開始創作音樂。

### 踏入業界
牛尾後來進入東京工科大學，主修音樂與當代藝術，在一堂樂理課的老師教導下學會使用Pro Tools，並接下操作Pro Tools的工讀，亦經由老師的引介，為唱片公司協助剪輯與後製，而工讀的薪資也給了牛尾添購作曲用設備的餘裕。2003年，20歲的牛尾第一次去看了石野卓球在澀谷區夜店的演出。石野卓球是牛尾非常欣賞的電子音樂家，因此牛尾把握演出的空檔向他搭話，表示自己會操作Pro Tools，是他的歌迷，希望能為他工作。當時，石野卓球正在製作新專輯《TITLE #1》與《TITLE #2+#3》，卻遇上助理離職，恰好在尋找新的合作夥伴，因此他在一個月後接受了牛尾的毛遂自薦，聘牛尾協助音樂的製作。
擔任石野卓球的助手，讓牛尾能親身參與電子音樂產業，他也曾以技術人員的身分參加Mayday、WIRE等大型電音盛會，同時持續創作自己的音樂。23歲時，石野卓球向當了三年助手的牛尾邀歌，打算收錄進處於籌備階段的Techno合輯。牛尾先是讓石野卓球聽了一段義大利迪斯可曲風的試聽帶，是當時牛尾相當滿意之作，卻被石野卓球打了回票，令牛尾大受打擊。牛尾於是不再嘗試舞曲，轉而創作更適合在臥室裡聽的電子樂，並抱著孤注一擲的心情，將其中一首〈Colours〉的音檔寄給了石野卓球。石野卓球對〈Colours〉讚譽有加，便將這首歌收錄於合輯《Gathering Traxx Vol.1》中，成為牛尾初試啼聲的契機。〈Colours〉的發行帶給牛尾很大的信心，也為他日後的音樂風格打下基礎。

### 職業生涯
〈Colours〉於2007年發行後，牛尾持續在助手工作之餘寫歌，但他很少再去夜店看DJ的演出，而是回家創作自己喜歡的音樂，他也從來沒有將這些曲子發表出去的打算。有次，在石野卓球的好奇之下，牛尾忐忑地讓石野卓球聽了幾段自己寫的試聽帶。令牛尾意想不到的是，石野卓球非常喜歡這些曲子，告訴他「一定要把它們公開給全世界聽到」。石野卓球所屬唱片公司Ki/oon Music的總監也很喜歡牛尾的試聽帶，提議要將其作為牛尾的個人專輯發行。牛尾想用一個有別於本名的藝名發行個人專輯，鑑於自己總受視覺事物啟發而作曲，若這個名字與圖形或視覺元素有關是最合適的。他很喜歡「graphic」這個字的讀音，希望找出一個包含這個字的全新混成詞，在石野卓球與其同業友人川邊浩志建議下，他將「graphic」改成了「graph」，最後加上一個「a」，成為「agraph」。2008年，牛尾集結這段時間創作的歌曲，以agraph之名發行個人首張錄音室專輯《a day, phase》。
2010年，牛尾受邀於該年度的WIRE音樂節演出，獲得相當熱烈的回響，同年也受邀擔任電音組合Underworld巡迴演唱會東京場的開場嘉賓。不久後，牛尾發行第二張個人錄音室專輯《equal》，捨去前張專輯中殘存的舞曲元素，形成更純粹的曲風，而專輯也頗受歡迎，並名列Oricon公信榜。《equal》的成功帶動了牛尾的名氣，他也開始接到其他音樂家的合作邀請。雖然牛尾自認不是熱中於玩樂團的人，但與其他音樂家交換聲音，對他而言是非常新奇的事。於是在2011年，牛尾與音樂家中村弘二、古川美季、田渕久子組成樂團LAMA，並以本名參與樂團的活動，有別於個人創作的agraph身分。2012年起，他也擔任電氣魔軌的現場支援成員，並參與該樂團的演出。此外，牛尾一直是ACG的愛好者，他與身為同好也是同行的mito組成樂團「2 ANIMEny DJ's」，並以「respect全世界的音樂宅與動漫宅」為宗旨，2010年起多次於地區性的動漫音樂節演出。
2016年，牛尾發行第三張個人錄音室專輯《the shader》，以其新穎而細緻的編曲，獲得比前作更高的評價。

### 配樂創作
2014年動畫影集《乒乓》草創之時，導演湯淺政明偶然發現牛尾的作品。湯淺相當喜歡牛尾的音樂營造的氛圍，也很看好牛尾的潛力，因此邀請牛尾為《乒乓》創作配樂。接下請託的牛尾為《乒乓》寫了超過50首曲子，亦請來LAMA與cocobat樂團的成員協助錄製，在牛尾與湯淺多次討論後，絕大部分的歌曲也都獲得湯淺採用，撥出後非常受歡迎。湯淺表示，牛尾很能配合故事的篇幅，或是音效指導的需求來調整樂曲結構，也非常積極的與他討論。當時牛尾經常在訪談中提到自己很喜歡山田尚子的動畫作品，不久後就真的接到來自山田的邀約，且是為動畫長片《聲之形》創作配樂。雖是首次為電影作曲，但因為牛尾與山田的想法有許多重合之處，兩人在溝通上十分順利。牛尾後來寫了82首曲子，其中約有50首在牛尾與山田討論後，獲山田採用於電影中。山田後來讚譽道，牛尾能精準、細膩，且以一種無從干預的溫度感建構聲音，當情感波動時，也能誠懇的直面內心並創作。
《聲之形》讓牛尾以配樂作曲家之姿身名大噪，牛尾也開始接到愈來愈多的配樂邀約。由牛尾操刀配樂的影視作品，除了湯淺執導的影集《惡魔人 Crybaby》和《日本沉沒2020》、山田執導的長片《莉茲與青鳥》和影集《平家物語》，亦包含動畫影集《不吉波普不笑》、《膽大黨》、《地。-關於地球的運動-》、動畫長片《言語如汽水般湧現》、電影《不讓小孩子知道》等等。為一部部影視作品發想配樂的過程中，他的作曲方式與風格也愈來愈多樣，在為《鏈鋸人》創作配樂的過程中，為了呈現出作品中的瘋狂與混亂，牛尾更與索尼電腦科學實驗室的工程師聯合開發專門的GAN工具，製造出鼓聲般破碎的鏈鋸音效。

## 音樂作品

### 個人專輯
|   | 發行日期      | 專輯名稱      | 規格產品編號 | 收錄曲目 |
| - | ------------- | ------------- | ------------ | --- |
| 1 | 2008年12月3日 | a day, phases | KSCL-1330    | 1. gray, even 2. in gold 3. and others 4. quietude 5. ohma 6. still in there 7. one and three lights 8. turn down 9. cyanback                                                                                                  |
| 2 | 2010年11月3日 | equal         | KSCL-1649    | 1. lib 2. blurred border 3. nothing else 4. static,void 5. nonlinear diffusion 6. flat 7. a ray 8. light particle surface 9. while going down the stairs i 10. while going down the stairs ii 11. lib (remodeled by alva noto) |
| 3 | 2016年2月3日  | the shader    | BRC-497      | 1. reference frame 2. poly perspective 3. greyscale 4. cos^4 5. toward the pole 6. asymptote 7. radial pattern 8. trace of nothing 9. div 10. inversion/91                                                                     |

### 單曲
| 發行日期       | 單曲名稱            | 規格產品編號 | 收錄曲目                                                                                     |
| -------------- | ------------------- | ------------ | -------------------------------------------------------------------------------------------- |
| 2010年11月22日 | silvery white       | 不適用       | - silvery white                                                                              |
| 2022年1月5日   | unified perspective | PCKG-00001   | - A面：unified perspective(variation) / agraph feat. ANI - B面：unified perspective / agraph |

### 重混與共同製作
| 發行日期       | 曲名                                      | 原作者                    | 收錄專輯                   |
| -------------- | ----------------------------------------- | ------------------------- | -------------------------- |
| 2007年7月27日  | Colours                                   | Kensuke Ushio（牛尾憲輔） | Gathering Traxx Vol.1      |
| 2009年2月25日  | (variation by agraph)                     | PUFFY                     |                            |
| 2009年8月7日   | Sabbath -agraph remix-                    | Mirai                     | Sabbath - Single           |
| 2009年9月2日   | drive (agraph Remix)                      | 環ROY × NEWDEAL           | the klash                  |
| 2010年8月18日  | Roulette (agraph REMIX)                   | TETSUYA                   | LOOKING FOR LIGHT          |
| 2011年5月18日  | 10(1+2+3+4) agraph Remix                  | NYANTORA                  | White EP                   |
| 2011年8月31日  | DEAR FUTURE (kensuke ushio agraph Remix)  | COALTAR OF THE DEEPERS    | DEAR FUTURE                |
| 2012年11月14日 | Dry Aesthetic [agraph remix]              | mergrim                   | Intersect Landscape        |
| 2012年11月21日 | (agraph remix)                            | Prague                    |                            |
| 2012年12月5日  | ChaOs GrAdatioN (External Re-Sync)        | access                    | Re-sync Cluster            |
| 2014年8月13日  | double pendulum                           | Pierre中野                | Chaotic Vibes Orchestra    |
| 2014年10月29日 | Super Star (Re-boot)                      | 電氣魔軌                  | 25                         |
| 2014年12月17日 | eye                                       | 木村KAELA                 | MIETA                      |
| 2015年2月25日  | Raga Mishra Kafi/U-zhaan x Babui x agraph | U-zhaan                   | Tabla Rock Mountain        |
| 2015年8月5日   | （agraph Remix）                          | 魚韻                      | 〜Coupling & Remix works〜 |
| 2016年12月21日 | Cradle -L'Acoustic version-               | L'Arc〜en〜Ciel           | Don't be Afraid            |
| 2016年12月21日 | Fana-Tekk (agraph Remix)                  | 石野卓球                  | EUQITANUL                  |
| 2019年1月23日  | Shangri-La feat.Inga Humpe                | 電氣魔軌                  | 30                         |
| 2019年1月23日  | Flashback Disco (is Back!)                | 電氣魔軌                  | 30                         |
| 2024年8月30日  | in the pocket                             | Mr.Children               | in the pocket              |

### 影視配樂
| 年分 | 影視作品                             | 備註                                                 |
| ---- | ------------------------------------ | ---------------------------------------------------- |
| 2014 | 宇宙浪子                             | 以劇中虛擬樂團「Space☆Dandy Band」的一員參與配樂創作 |
| 2014 | 乒乓                                 |                                                      |
| 2016 | 電影版 聲之形                        |                                                      |
| 2018 | 惡魔人 Crybaby                       |                                                      |
| 2018 | 變態粉絲綁架案                       |                                                      |
| 2018 | 電影版吹響吧！上低音號～莉茲與青鳥～ |                                                      |
| 2018 | 綠野仙師：熊谷守一                   |                                                      |
| 2018 | 藍與我                               |                                                      |
| 2018 | Fake News 假新聞風暴                 |                                                      |
| 2019 | 不吉波普不笑                         |                                                      |
| 2019 | 麻雀放浪記2020                       |                                                      |
| 2019 | 日照雨                               | 配合動畫長片《天氣之子》上映的短片                   |
| 2020 | 日本沉沒2020                         |                                                      |
| 2021 | 言語如汽水般湧現                     |                                                      |
| 2021 | 不讓小孩子知道                       |                                                      |
| 2022 | 平家物語                             |                                                      |
| 2022 | 鏈鋸人                               |                                                      |
| 2023 | MAKE MY DAY                          |                                                      |
| 2023 | 我內心的糟糕念頭                     |                                                      |
| 2023 | 天國大魔境                           |                                                      |
| 2024 | 你的顏色                             |                                                      |
| 2024 | 膽大黨                               |                                                      |
| 2024 | 地。-關於地球的運動-                 |                                                      |
| 2025 | 劇場版 鏈鋸人 蕾潔篇                 |                                                      |

## 個人著書
- 《牛尾憲輔 定本》（日文，2025年2月出版）

## 外部連結
- 牛尾憲輔個人網站
- 牛尾憲輔的MySpace主頁
- 牛尾憲輔的X（前Twitter）
- 牛尾憲輔的Instagram帳戶